# 최고윤
최고윤(1993년 ~ )은 대한민국의 배우이다.

## 드라마
- 2018년 : SBS 드라마 《훈남정음》
- 2023년 : 웹드라마 《문제적탐정사무소》
- 2023년 : MBC 드라마 《열녀박씨 계약결혼뎐》

## 영화
- 2012년 : 나의 오른쪽 당신의 왼쪽
- 2017년 : 은명

## 경력
- 패션쇼 사넬, 크리스찬디올, 펜디 모뎋
- 서울패션위크 지춘희, 진태옥, 이승희 패션쇼
- 서울패션위크 곽현주, 송자인, 최지형 패선쇼 모델
- 잡지 보그, 엘르, 바자, 마리끄레르, 싱글즈, 코스모폴리탄 모델

## 수상
- 2011년 한국패션사진가협회 올해의 신인모델상